# Rozkopana mogiła

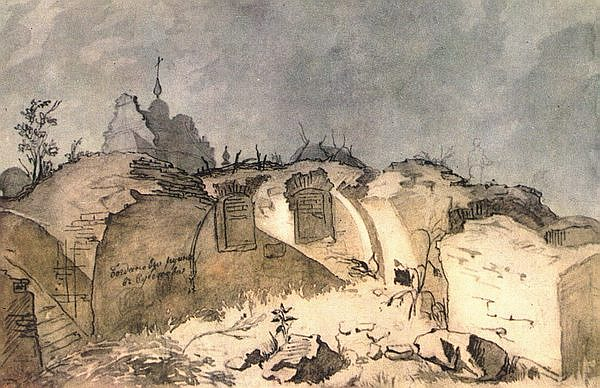
Ruiny Subotowa, szkic Tarasa Szewczenki

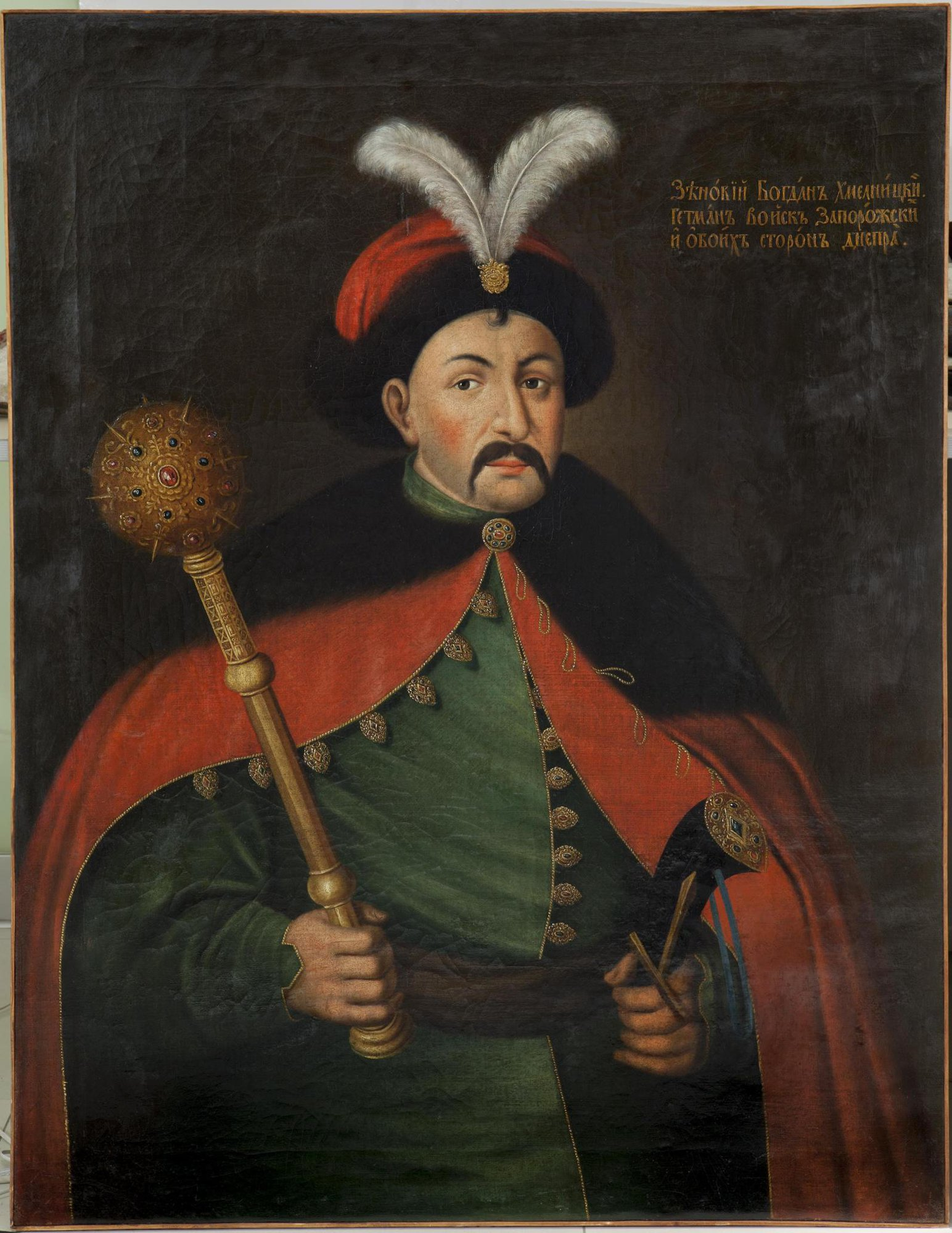
Bohdan Chmielnicki

Rozkopana mogiła (oryg. ukr. Розрита могила, Rozryta mohyła) – wiersz Tarasa Szewczenki datowany na 9 października 1843, napisany w miejscowości Berezań. Wydany po raz pierwszy w 1859 w Lipsku w zbiorowym wydaniu dzieł Puszkina i nowszych wierszy Szewczenki. Należy do zbioru Trzy lata. 

## Okoliczności powstania utworu
Powstanie Rozkopanej mogiły było związane z podjętymi przez władze carskie wykopaliskami w Subotowie, mieście, w którym żył i został pochowany Bohdan Chmielnicki. Na polecenie generał-gubernatora Kijowa Bibikowa na terenie całej Ukrainy miały być rozkopywane kozackie kurhany w celu sprawdzenia, czy nie zachowały się w nich legendarne skarby, jakie mieli gromadzić Zaporożcy. W ramach prac przeszukane zostały także podziemia dawnej rezydencji Chmielnickiego, w której Rosjanie mieli nadzieję odnaleźć kosztowności (bez skutku). Te same działania, w połączeniu z ogólnymi wrażeniami Szewczenki z podróży po Ukrainie, były również inspiracją dla napisanych dwa lata później Wielkiego Lochu i jego przypuszczalnego epilogu Stoi we wsi Subotowie. 
Rozkopana mogiła, podobnie jak inne utwory z cyklu Trzy lata, nie była przeznaczona do druku, dlatego autor po raz pierwszy wyraził w niej tak surową ocenę tak Chmielnickiego, jak współczesnych mu Ukraińców. Szewczenko dokonał w tekście zmian redakcyjnych, kiedy przygotowywał go do publikacji poza granicami Imperium Rosyjskiego. 

## Treść
Poeta pyta swoją matkę Ukrainę, dlaczego została zrujnowana i opuszczona przez swoje dzieci. Ta odpowiada mu, że w przeszłości modliła się i dobrze wychowywała swoje dzieci, które porównuje do kwiatów, przez co mogła "panować na szerokim świecie". Następnie zwraca się do "nierozumnego syna" - Bohdana Chmielnickiego. Oskarża go, że to on zniszczył przyszłość Ukrainy i wszystkich jej dzieci. Stwierdza, że gdyby mogła przewidzieć postępowanie Chmielnickiego, zabiłaby go jeszcze w kołysce. Skarży się na swój obecny stan - wykupywanie ziemi przez Żydów i Niemców, emigrację jednych Ukraińców i wyrzeczenie się swojego pochodzenia przez innych. Wreszcie wspomina o rozkopywaniu przez Rosjan starych kurhanów i zapowiada, że w dziele niszczenia Ukrainy "Moskalom" pomogą jej własne dzieci. 
W finale utworu poeta patrzy na rozkopaną mogiłę, zastanawiają się, czy w jej wnętrzu znajdowało się coś ukrytego przed Rosjanami przez poprzednie pokolenia. Stwierdza, że żałoba Ukraińców skończyłaby się, gdyby odnaleźć "to, co skryte w grobie". 
Swoistą kontynuacją refleksji nad upadkiem Ukrainy, rozpoczętych Rozkopaną mogiłą, jest napisany rok później wiersz Czehrynie, Czehrynie.

## Cechy utworu
Rozkopana mogiła stanowi jeden z wcześniejszych utworów dokonujących przewartościowania ocen Szewczenki dotyczących Kozaczyzny i jej historii. Spersonifikowana postać Ukrainy jednoznacznie uznaje w wierszu Chmielnickiego za pierwszego sprawcę swoich nieszczęść, człowieka, za sprawą którego jego ojczyzna straciła wolność i jest systematycznie niszczona przez carską Rosję. Rozkopane mogiły, ostatnia cenna rzecz, jaka pozostała Ukrainie, stają się symbolem jej tragicznego położenia, które stale się pogarsza - kolejne pokolenia Ukraińców nie chcą walczyć o niepodległość, nie sprzeciwiają się carskiemu panowaniu lub zajmują się jedynie zapewnieniem sobie skromnej egzystencji. Jedyną zapowiedzią możliwej zmiany sytuacji jest finałowa wzmianka o "tym, co skryte w grobie" - tradycjach wolnościowych Ukrainy. Motyw grobu, w którym pozornie na zawsze pochowana jest dawna chwała Ukrainy, możliwa jednak do odnalezienia i wskrzeszenia, powtarza się i zostaje skonkretyzowany również w późniejszych utworach Szewczenki (Wielki Loch). Szewczenko powraca również do ocen postaci Chmielnickiego, w szczególności poświęcając mu wiersz Stoi we wsi Subotowie. Nie zmieniając zasadniczej opinii nt. tej postaci, jaką wyraził po raz pierwszy w Rozkopanej mogile, poeta łagodzi w tym utworze niezwykle surowy osąd zaprezentowany w tym wierszu, uznając dobre intencje hetmana. 
Na język polski Rozkopaną mogiłę tłumaczyli Paulin Święcicki, Ryszard Jastrzębiec-Kozłowski oraz Jerzy Jędrzejewicz.